# Хайдарабад (округ, Индия)
Хайдараба́д (телугу హైదరాబాదు జిల్లా; англ. Hyderabad) — городской округ в индийском штате Андхра-Прадеш. Площадь округа — 217 км². По данным всеиндийской переписи 2001 года население округа составляло 3 829 753 человека. Уровень грамотности взрослого населения составлял 78,8 %, что выше среднеиндийского уровня (59,5 %).
По вероисповеданию 55 % индуисты, 44 % мусульмане, 1 % другие.